# Người Dayak
Người Dayak /ˈdaɪ.ək/ hoặc Dyak hoặc Dayuh là những dân tộc bản địa của Borneo. Đây là nhóm dân tộc với hơn 200 tiểu nhóm dân tộc sống ven sông và đồi, chủ yếu ở nội địa miền Trung và miền Nam của Borneo, với phương ngữ, phong tục, luật, lãnh thổ và văn hóa riêng. Ngôn ngữ Dayak được phân loại như một phần của ngữ hệ Nam Đảo ở châu Á. Dân tộc Dayak theo tín ngưỡng thuyết vật linh; tuy nhiên, nhiều người đã cải đạo sang Hồi giáo và từ thế kỷ XIX đã có sự chuyển đổi hàng loạt sang Kitô giáo.

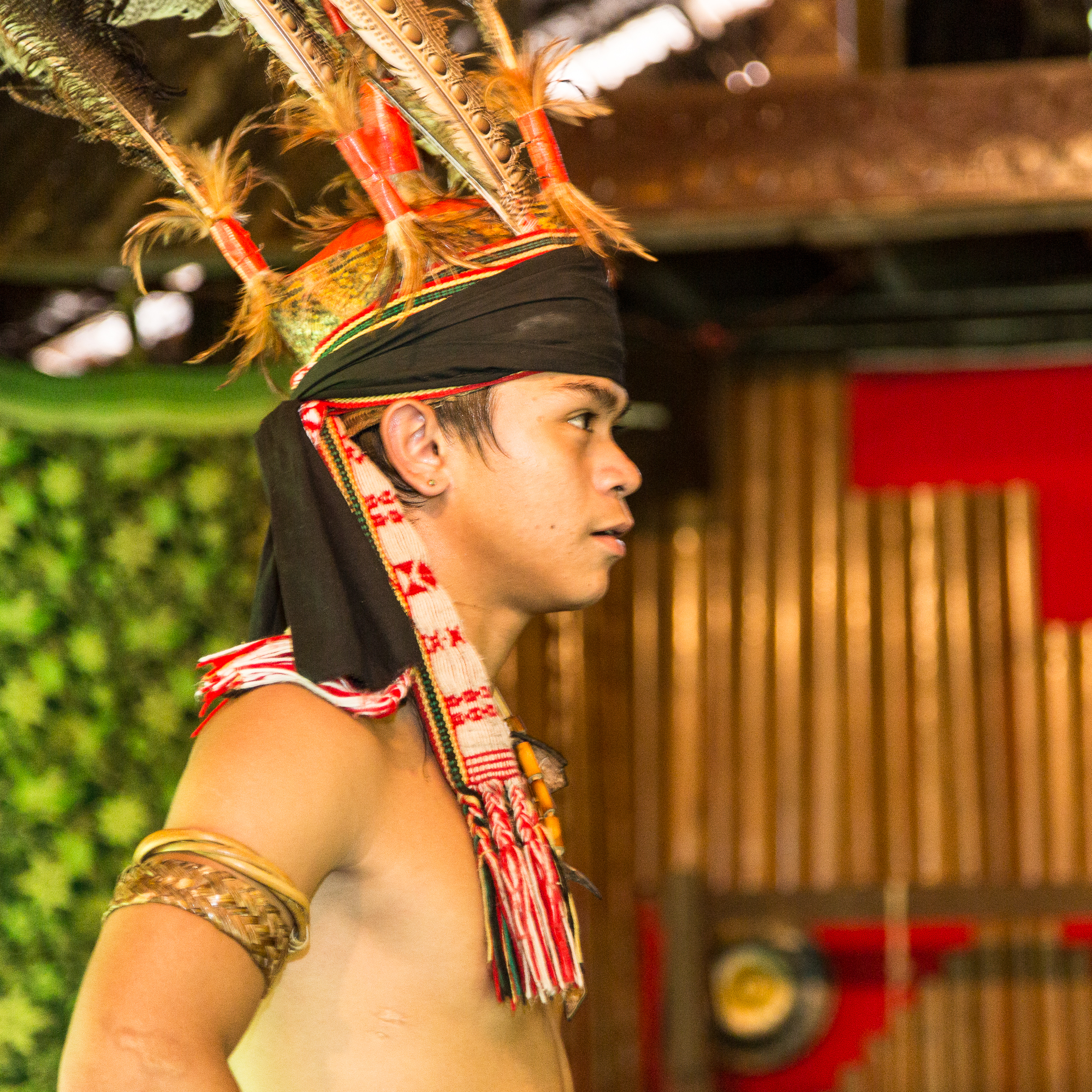
Nam thanh niên dân tộc Murut trong trang phục truyền thống tại Làng văn hóa Monsopiad, Kg. Kuai Kandazon, Penampang, Sabah

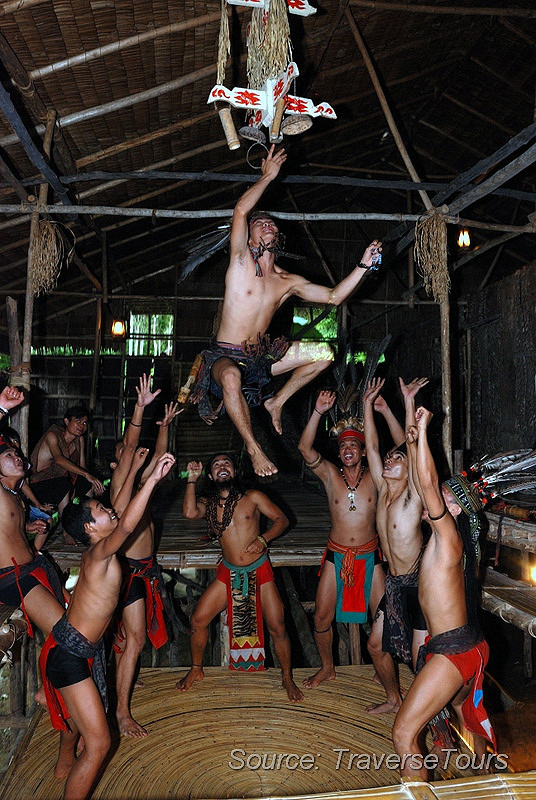
Tốp nam thanh niên dân tộc Murut chơi trò Lansaran

.

## Ngôn ngữ
Người Dayak không chỉ nói một ngôn ngữ. Các ngôn ngữ bản xứ của họ thuộc về phân loại chung thuộc Ngữ tộc Mã Lai-Đa Đảo và các nhóm ngôn ngữ Borneo và Sabahan đa dạng (kể cả Land Dayak), và các ngôn ngữ Ibanic của nhánh ngôn ngữ Malayic. Hầu hết người Dayaks ngày nay sử dụng song ngữ, ngoài ngôn ngữ mẹ đẻ của họ, họ thạo tiếng Malay hoặc Indonesia, tùy thuộc vào quốc gia xuất xứ của họ.
Nhiều ngôn ngữ ở Borneo là đặc hữu (có nghĩa là chúng không được nói ở đâu khác). Người ta ước tính rằng khoảng 170 ngôn ngữ và tiếng địa phương được nói trên đảo và một số chỉ được sử dụng bởi vài trăm người, do đó đặt ra một nguy cơ nghiêm trọng cho tương lai của những ngôn ngữ và di sản liên quan.

## Tôn giáo và lễ hội

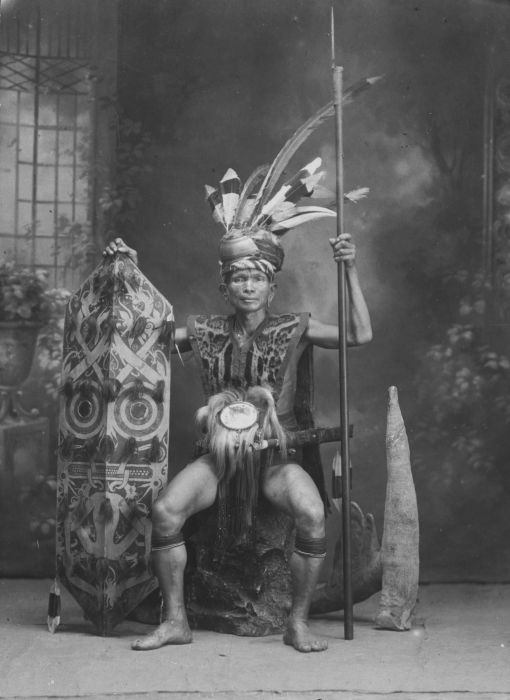
Thủ lĩnh dân tộc Dayak đang cầm một cây giáo và khiên Klebit Bok

Tôn giáo bản địa Dayak đã được đặt tên là Kaharedan, và có thể được cho là một dạng vật linh.
Tên được đặt ra bởi Tjilik Riwut vào năm 1944 trong nhiệm kỳ của ông là một cư dân thuộc địa Hà Lan ở Sampit, Dutch East Indies. Vào năm 1945, trong thời kỳ chiếm đóng của Nhật Bản, người Nhật đã gọi Kaharedan là tôn giáo của người Dayak. Trong trật tự mới trong chế độ Suharto năm 1980, Kaharedan được đăng ký như một hình thức của Ấn Độ giáo ở Indonesia, vì nhà nước Indonesia chỉ công nhận 6 hình thức tôn giáotức là Hồi giáo, Tin lành, Công giáo La Mã, Ấn Độ giáo, Phật giáo và Nho giáo tương ứng. Sự hợp nhất của Kaharedan với Ấn Độ giáo không phải do sự tương đồng trong hệ thống thần học, mà do thực tế rằng Kaharedan là niềm tin lâu đời nhất ở Kalimantan. Không giống như sự phát triển ở Kalimantan của Indonesia, Kaharedan không được công nhận là tôn giáo ở cả vùng Borneo và Brunei của Malaysia, do đó hệ thống tín ngưỡng Dayak truyền thống được biết đến như một hình thức của hoạt hình dân gian hoặc tín ngưỡng ngoại giáo ở phía bên kia biên giới Indonesia.
Nghiên cứu tốt nhất và vẫn còn vượt trội về tôn giáo Dayak truyền thống ở Kalimantan là nghiên cứu của Hans Scharer, Ngaju Tôn giáo: Quan niệm về Thiên Chúa giữa một dân tộc Nam Borneo; bản dịch của Rodney Needham (The Hague: Martinus Nijhoff, 1963). Việc thực hành Kaharedan khác nhau từ nhóm này sang nhóm khác, nhưng các pháp sư, chuyên gia trong chuyến bay ngây ngất đến các lĩnh vực khác, là trung tâm của tôn giáo Dayak, và phục vụ để kết hợp các cõi Thiên đường (thế giới thượng lưu) và trái đất, và thậm chí cả thế giới bên dưới, ví dụ, chữa lành bệnh cho người bệnh bằng cách lấy linh hồn của họ đang trên đường đến vùng đất chết của người chết, đồng hành và bảo vệ linh hồn của một người chết trên đường đến địa điểm thích hợp của họ ở thế giới Thượng, chủ trì đổi mới hàng năm và lễ hội tái sinh nông nghiệp,... Các nghi thức chết là công phu nhất khi một quý tộc (kamang) chết. Vào những dịp tôn giáo đặc biệt, tinh thần được cho là sẽ tham dự lễ kỷ niệm, một dấu hiệu của sự tôn vinh và tôn trọng quá khứ của tổ tiên và phước lành cho một tương lai thịnh vượng.

## Xã hội và phong tục

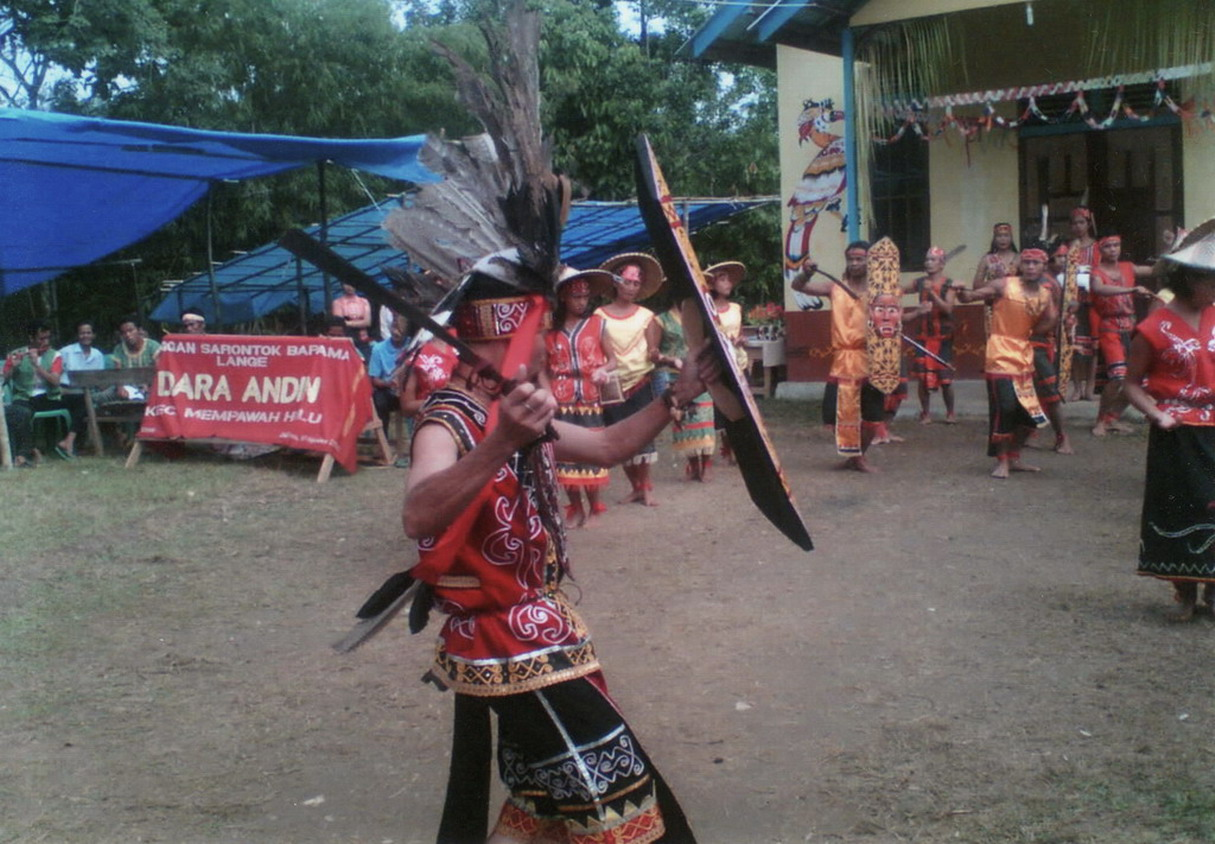
Một điệu múa của dân tộc Dayak

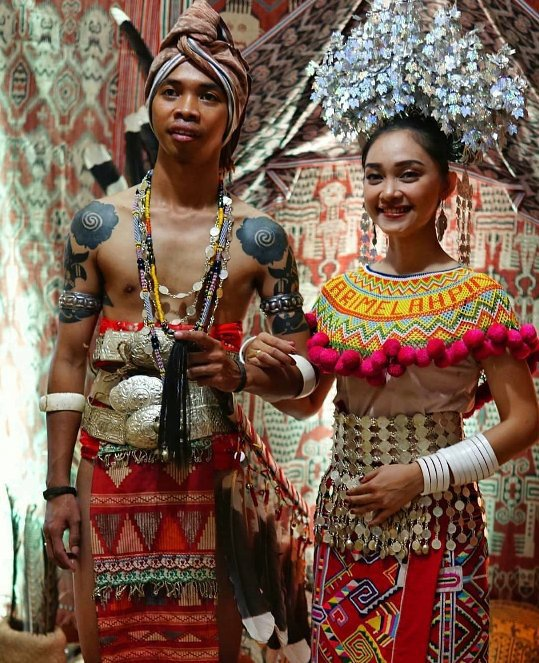
Cặp vợ chồng dân tộc Iban

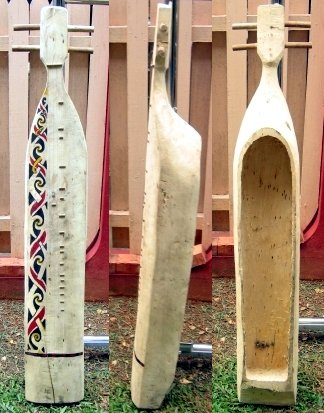
Đàn sapeh - linh hồn âm nhạc của dân tộc Dayak ở đảo Borneo

Cộng đồng Dayak gồm hàng trăm sắc tộc khác nhau cư trú rải rác khắp đảo Borneo. Phần lớn người Dayak sống bằng nghề làm ruộng lúa nước ven sông, làm rẫy, trồng cọ trên những ngọn đồi thấp. Họ cũng làm các nghề thủ công, nghề gốm, nghề dệt thổ cẩm, nghề đúc, săn bắt, chài lưới. Nam giới dân tộc Dayak thường ngày cởi trần đóng khố (tiếng Dayak là sirat), còn lễ hội họ sẽ đội mũ gắn lông chim và áo gilê thổ cẩm. Trang phục của phụ nữ Dayak thay đổi tùy theo vùng, nhưng đều là những bộ váy làm từ thổ cẩm được trang hoàng bằng những hoa văn rực rỡ. Họ đeo cả những chiếc mũ trang trí cầu kỳ vào những dịp đặc biệt. Phụ nữ Dayak thường căng dái tai mình bằng những chiếc vòng kim loại nặng.
Theo truyền thống, nhiều thế hệ dân tộc Dayak cùng sinh sống trong những căn nhà sàn có chiều dài hơn 50m, có sức chứa từ 30 – 40 gia đình và được chạm khắc hoa văn tỉ mỉ. Những ngôi nhà dài cũng là nơi người Dayak tụ họp, bày lễ vật dâng cúng, đánh trống khua chiêng, nhảy múa trong các lễ hội truyền thống. Những ngôi nhà dài cũng là nơi người Dayak tụ họp, bày lễ vật dâng cúng, đánh trống khua chiêng, nhảy múa trong các lễ hội truyền thống. Về mặt nghệ thuật, người Dayak nổi tiếng với vũ điệu ngajat, lấy cảm hứng từ cuộc chiến của các chiến binh. Họ cũng sáng tạo ra nhiều loại nhạc cụ truyền thống khác nhau.